# Roberto Arlt

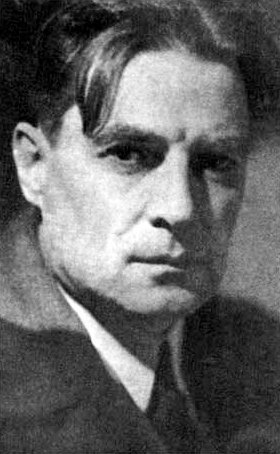
Roberto Arlt

Roberto Godofredo Arlt (* 2. April 1900 in Buenos Aires; † 26. Juli 1942 ebenda) war ein argentinischer Journalist, Erzähler und Dramatiker.
Er gehörte der Grupo Boedo an, einer Vereinigung eher sozialistisch orientierten junger Schriftsteller, die im Gegensatz zur europäisch und ästhetisch orientierten Grupo Florida um Jorge Luis Borges stand.
Er fand zu Lebzeiten kaum Anerkennung, gilt heute jedoch als Begründer des argentinischen Großstadtromans, zudem als bedeutender Stilist. Er wird öfter mit Dostojewski oder Alfred Döblin verglichen. Mehrere seiner Romane wurden verfilmt. Arlt starb bereits mit 42 nach einem Herzinfarkt.

## Leben und Werk
Arlt wuchs in einer Einwandererfamilie auf, die kurz vor seiner Geburt nach Argentinien emigriert war. Sein Vater Karl Arlt stammte aus Preußen, seine Mutter Ekatherine Lobstraibitzer aus Österreich-Ungarn. In ihrem häuslichen Ambiente sprach die Familie deutsch. Arlt wurde in ärmlichen Verhältnissen groß, zudem war sein Vater gewalttätig, was sich in vielen der Texte Roberto Arlts niederschlagen sollte. Die Schule verließ er schon mit acht Jahren. Mit sechzehn Jahren ging er nach Córdoba, um sich zunächst mit den unterschiedlichen Erwerbstätigkeiten über Wasser zu halten, etwa als Mechaniker, Verkäufer oder Hafenarbeiter, bevor er sich als Schriftsteller und Journalist versuchte. Nach dem Militärdienst heiratete er. Sein erster Roman (El juguete rabioso, Das wütende Spielzeug) erschien 1926.
Nach Buenos Aires zurückgekehrt, wurde er 1927 Polizeiberichterstatter bei der Crítica. Bald darauf bekam er eine Kolumne in der Tageszeitung El Mundo, die ihm einiges Gehör verschaffte. Die besten seiner bald 2.000 Aguafuertes (Radierungen) aus diesem renommierten Blatt werden inzwischen zu den Klassikern argentinischer Essayistik gezählt. In den 1930er Jahren war er zeitweise Korrespondent für El Mundo in Rio de Janeiro, Spanien und Nordafrika. Bis zu seinem frühen Tod wendete er sich fast völlig dem Drama zu. In expressiver, für manche Kritiker auch „vulgärer“ Sprache behandelte Arlt zeitlebens den Fluch des Existenzkampfes, die Rebellion, das Verbrechen, die Psychologie der Gewalt. In seinen letzten Lebensjahren versuchte er sich wegen seiner ständigen Geldnot sogar als Erfinder eines synthetischen Damenstrumpfes – vergeblich. Politisch bekannte er sich zum Marxismus.
Arlts Nachlass befindet sich in der Bibliothek des Iberoamerikanischen Instituts in Berlin.

## Werke (Auswahl)
Erzählungen
- El jorobadito y otros cuentos. Buenos Aires 2004, ISBN 950-03-0622-0 (Nachdruck d. Ausg. Buenos Aires 1933).

Essays
- Aguafuertes porteñas. Buenos Aires 1933.
- Aguafuertes españolas. Buenos Aires 1971 (Nachdruck d. Ausg. Buenos Aires 1936).
- El criador de gorilas. Un viaje terrible. Madrid 1994, ISBN 84-206-0668-5 (Nachdruck d. Ausg. Madrid 1941).
- Nuevas aguafuertes españolas. Buenos Aires  1975 (Nachdruck d. Ausg. Buenos Aires 1960).

Romane
- El diario de un morfinómano. 1920.
- El juguete rabioso. 1926.
  - Deutsch: Das böse Spielzeug. Suhrkamp, Frankfurt am Main 1974, ISBN 3-518-22406-9 (übersetzt von Bruno Keller)
  - Deutsch: Das böse Spielzeug. Suhrkamp, Frankfurt am Main 2006, ISBN 3-518-22406-9 (übersetzt von Elke Wehr)
- Los siete locos. 1929.
  - Deutsch: Die sieben Irren. Suhrkamp, Frankfurt am Main 1977, ISBN 3-518-06899-7 (EA Frankfurt am Main 1971, übersetzt von Bruno Keller)
  - Deutsch: Die sieben Irren. Wagenbach, Berlin 2018, ISBN 978-3-8031-3299-4 (übersetzt von Bruno Keller, neu bearbeitet Carsten Regling. Nachwort Carsten Piglia).
- Los lanzallamas. 1931.
  - Deutsch: Die Flammenwerfer. Insel Verlag, Frankfurt am Main 1973 (übersetzt von Bruno Keller)
- El amor brujo. 1932.
  - Französisch: La danse du feu. Toulouse 1997.

Dramen
- El humillado. 1930.
- Prueba de amor. 1932.
- Trescientos millones. 1932.
  - Deutsch: Dreihundert Millionen.
- Escenas de un grotesco. 1934.
- El fabricante de fantasmas. 1936.
- Saverio el cruel. 1936.
- La isla desierta. 1937.
  - Englisch: The desert Island.
- Separación feroz (1938)
- África. 1938.
- La fiesta del hierro. 1940.
- El desierto entra a la ciudad. 1942.
- La cabeza separada del tronco. 1964.
- El amor brujo. 1971.

Werkausgabe
- Obras completas. Buenos Aires 1981 (2 Bände)